# مصطبة (آثار)

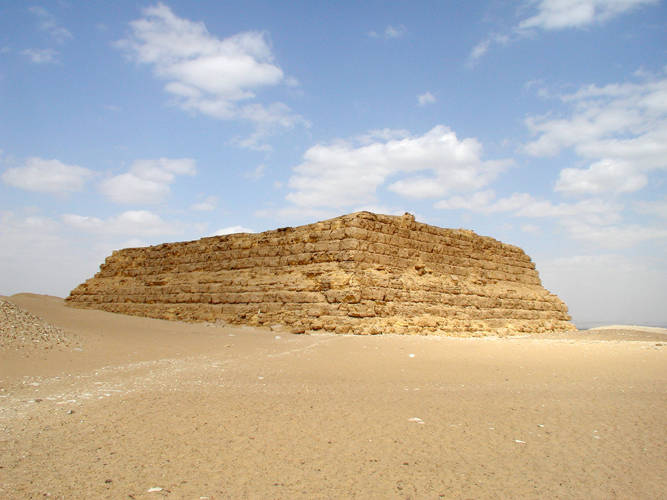
مقبرة الملك شبسسكاف والمعروفة باسم مصطبة فرعون

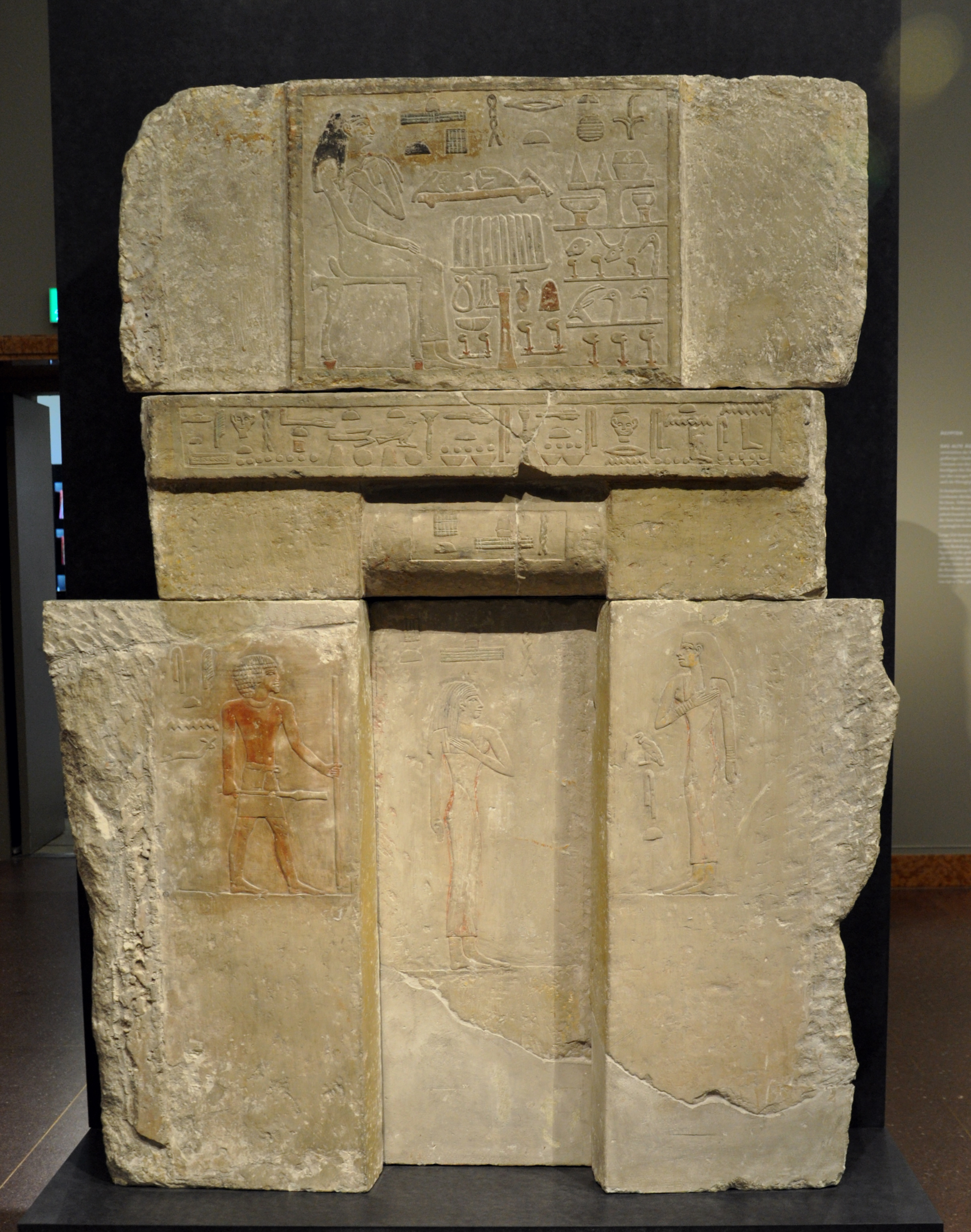
باب زائف من مقبرة الكاهنة حتبت من الاسرة الخامسة ؛ موجود في متحف ليبينغهاوس ،فرانكفورت.

المصطبة واحدة من نماذج المقابر المصرية القديمة وهي بناء مرتفع عن سطح الأرض مستطيل الشكل ذو سطح مستو وجوانب منحدرة نحو الخارج، واستخدمت في العصور القديمة كمثوى أخير لبعض الفراعنة وخاصة فراعنة الأسرتين الأولى والثانية بأبيدوس (العرابة المدفونة حاليا)، وشيدت المصاطب أما من الطوب اللبن أو الحجر.

## التاريخ
كان الدافع الأكبر للمصريين القدماء لتشييد مثل تلك المقابر هو إيمانهم الشديد بعقيدتي البعث والخلود وقيام الموتى مرة أخرى من قبورهم ليوم الفصل، وهو ما بدى واضحا في الاهتمام الشديد بكل ما يخص تلك العقيدة من بناء مقابر هائلة ومدن ومعابد جنائزية علاوة على بذل الكثير من الوقت والجهد والمال ولا سيما القوة البشرية في تشييد كل تلك الأبنية الضخمة حيث آمن المصريون أن الروح ستعود للجسد فقط إذا تم حفظه بصورة جيدة بعيدا عن العبث والتدنيس، وعليه فمنذ عصر ما قبل الأسرات والعصور التي تلته برع المصريون القدماء في استحداث أساليب لحفظ جثث موتاهم؛ بداية من تحنيط الجثث وحتى بناء المقابر العملاقة لحفظ وحماية تلك المومياوات والتي يتم حفظها في غرف عميقة موصدة (مثل المصاطب أو حجرات الدفن بالأهرامات ومقابر وادي الملوك) والتي حفظت الجثث من التعفن أو التآكل بسبب عدم ملامسة الجسم البشري لرمال الصحراء الجافة مما يجهض عملية التحنيط الطبيعية وعلى هذا الأساس استحدث الكهنة المصريون القدماء أساليب صناعية في التحنيط.

## التصميم

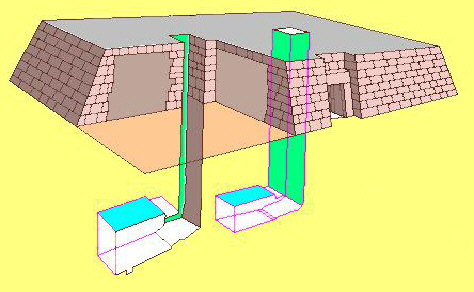
تصميم المصطبة الفرعونية

المصطبة (والجمع مصاطب) لفظ عربي فصيح وهي دكة مرتفعة قليلا عن سطح الأرض وينتشر وجودها بجانب مداخل البيوت الريفية بالدول العربية وتبنى من الخشب أو الحجر ويجتمع فوقها أهل الدار وأصدقائهم للتسامر والحديث، وأطلق لفظ المصطبة أو المصاطب على تلك المقابر الفرعونية بسبب تشابهها مع تلك المقاعد خاصة عند النظر إليها من مسافة بعيدة، وتتكون المصطبة من جزئين؛ أحدهما تحت سطح الأرض والآخر فوقها، ويبدأ تصميم المقبرة عن طريق حفر حجرة عميقة تحت سطح الأرض ثم تكسى بالكامل بالحجارة أو الطوب ثم يشيد فوقها الجزء الظاهر من المقبرة والذي عادة ما استخدم في بنائه الطوب اللبن وهو عبارة عن الطمي المأخوذ من الشواطئ الموجودة على ضفتي نهر النيل والذي ترك ليجف تحت أشعة الشمس، في حين استخدم الحجر (الأكثر تكلفة) في تشييد مقابر الملوك والأمراء.
ودائما ما كان الجزء الظاهر من المقبرة مستطيل الشكل ذو سطح مستو وجوانب منحدرة نحو الخارج وطولها يوازي قرابة أربعة أضعاف عرضها وترتفع عن سطح الأرض بمقدار 30 قدم على الأقل، وبنيت المصاطب جميعها متجهة من الجنوب نحو الشمال، واحتوى الجزء الظاهر من المقبرة على محراب لتقديم القرابين للمتوفي مزودا بباب وهمي حيث كان يحضر الكهنة والأقارب المأكولات والقرابين لروح المتوفي، إضافة للمحراب يوجد أيضا سرداب خفي حيث توضع تماثيل للمتوفي لحمايته، وأعلى حائط السرداب فتحت طاقات صغيرة بغرض إخراج الدخان الناتج عن احتراق البخور داخل المقبرة ووصول التعاويذ الدينية إلى تمثال المتوفي لتهبه الحياة في العالم الآخر.

## التطور المعماري
المصطبة في الحقيقة هي التطور للكومة الترابية التي كانت تهال فوق حفرة المدفن البدائية، وقد كانت النموزج النمطي لمقابر الفراعنة والنخبة من المجتمع المصري طوال عهد الدولة القديمة وحتى أوائل عهد الدولة الوسطى، وكانت مدينة أبيدوس أكثر المدن احتوائا لهذه النماذج من المقابر.
تطور المقابر حتى الوصول لهيئة المصطبة

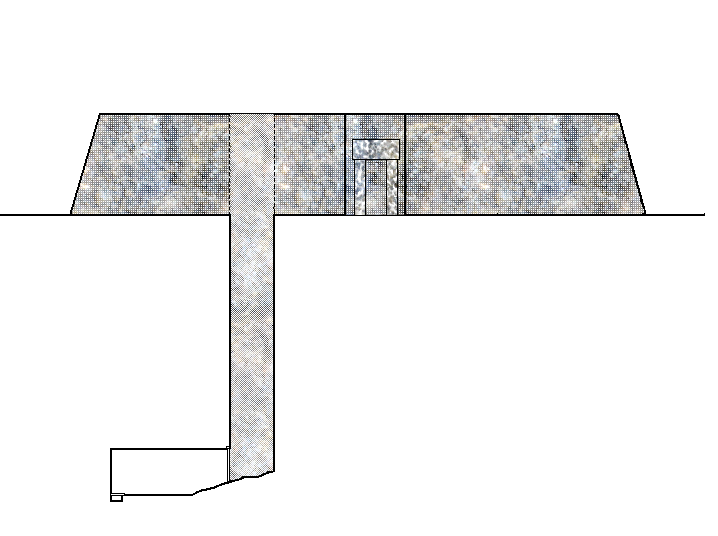
التصميم البدائي للمصطبة

ومرت المقابر بمراحل عديدة حتى وصلت لهيئتها الأخيرة التي عرفت بها، ففي البداية كانت الحفرة بسيطة التكوين، إما مستديرة أو مستطيلة الشكل يهال فوقها الركام الناتج عن الحفر ثم يكسى هذا الركام بالطوب اللبن إضفاء نوع من الصلابة على غطاء الحفرة وحماية محتوياتها من السلب، ثم تم توسعة الحفرة وبناء الجدران بداخلها ومن ثم تحولت من مجرد حفرة في جوف الأرض إلى حجرة دفن مقسمة من الداخل بجدران تحمل سقف المقبرة (أو المصطبة) والتي أصبحت مستطيلة الشكل بعد هذا التطوير بحجرة الدفن، وأخذت هذه المرحلة في التطور أكثر فأكثر فكلما كبر حجم البناء العلوي زادت الصعوبة في الانتهاء من المقبرة بعد أن يتم دفن صاحبها الذي لم يعد قادرة على استكمال العمل بها ذلك وضع تصميم جديد ليكون مدخل المقبرة خارج حدود البناء العلوي وحتى يمكن الانتهاء من حجرة الدفن السفلية دون الارتباط بالبناء العلوي وفي الوقت نفسه يمكن الانتهاء من البناء العلوي دون الحاجة إلي الانتظار حتى تتم حجرة الدفن وتشغل وعلى ذلك لن يبقى شيء سوى سحب جثة صاحب المقبرة فوق البئر المنحدرة لتستقر في حجرة الدفن ثم سد بابها بكتلة ضخمة من الحجر ومليء البئر بالرمال، وأخيرا تم إحلال الحجر محل الطوب اللبن في البناء العلوي وحفر بئر الدفن عمودياً داخل المصطبة إلي عمق كبير مع جعل حجرة الدفن في زاوية قائمة مع قاع البئر وهو ما انتهت إليه مراحل التطور في بناء المقابر والتي بقت على شكلها إلي أن حلت محلها المقابر المنحوتة في الصخر في عهد الدولة الوسطى والدولة الحديثة.
تطور التصميم الداخلي للمقبرة ذاتها

تطور التصميم الداخلي للمصطبة

في البداية كانت مقبرة علية القوم تتميز بوجود لوحتين على غرار المقابر الملكية بأبيدوس، وكانت القرابين تقدم أمام هاتين اللوحتين، ثم بنيت مشكاتين في الجانب الشرقي من البناء العلوي (المصطبة) واتخذتا شكل الباب ومثلتا بابين وهميين يخرج منهما المتوفى ليستنشق الهواء ويتناول القرابين التي يقدمها إليه أصدقاءه وكانت الطقوس الجنائزية تقام أمام الباب الجنوبي من هذين البابين كما كانت توضع القرابين أمام هذا الباب ليتناولها صاحب المقبرة، ثم تطورت المشكاة إلي لوحة على هيئة باب مزخرف نقش عليه اسم المتوفى وألقابه وبيان بالقرابين التي كان يشتهيها.

موقع المصاطب بين مجموعة أهرامات الجيزة

تحولت الطقوس الجنائزية التي كانت تقام علانية أمام المشكاة الخارجية للمصطبة إلي داخل المبني، فأقيم جدار خارج المشكاة لتحويلها لمحراب مكشوف، وبعد ذلك فتحت المشكاة في صلب البناء نفسه وشيد ممر قصير (السرداب) يؤدي إلي محراب داخلي وضعت على الجدار الشرقي منه المشكاتان سابقتان اللتان حولتا إلي لوحتين على شكل بابين، وأمام هذين البابين كانت توضع موائد القرابين لصالح المتوفي والذي كان يصور اللوحة (إما بالحفر البارز أو بالتجسيم) ناظرا إلي محراب المقبرة والقرابين أو خارجا من المقبرة ليتناولها.
ومن ثم نستخلص أن البئر الذي ينتهي من أسفله بحجرة الدفن والبناء العلوي الذي تطور أخيرا إلي مقصورة تضم لوحتين أو بابين وهميين ومائدة قربان والسرداب الذي يحوي تمثالا أو عده تماثيل للمتوفى هم المكونات الأساسية والجوهرية للمقبرة.
تطور المقابر بعد المصطبة
استمر المصريون القدماء في تشييد المقابر على هيئة مصاطب حتى مع بداية التحول في تشييد المقابر الملكية عن النموذج المثالي للمصطبة، حيث اتخذت المقابر الملكية من الشكل الهرمي نموزجا لها والذي بدأ مكونا من عدة مصاطب فوق بعضها البعض كما هو الحال في هرم سقارة، ثم بدأ كساء الأهرامات المدرجة بكساء ناعم بداية من القمه، ولعل أبرزالأمثلة على ذلك هرم سنفرو بميدوم، نهاية بالتصميم الهرمي الكامل ممثلا في هرم سنفرو الثاني بدهشور (الهرم الأحمر) ومجموعة أهرامات الجيزة وإن استمر دفن النبلاء في المقابر مصطبية الشكل.
وبدأت المقابر المحفورة داخل الشقوق الجبلية في الظهور منذ عهد الأسرة الرابعة (2613 ق.م. - 2494 ق.م.) خاصة بمصر العليا لتضليل ناهبي القبور، حتى اختفت المصاطب تمام مع بداية عهد الدولة الحديثة (حوالي 1550 ق.م.) وحل مكانها المقابر المحفورة بالكامل داخل بطون الجبال كما هو الحال في وادي الملوك.

## محتويات المصطبة

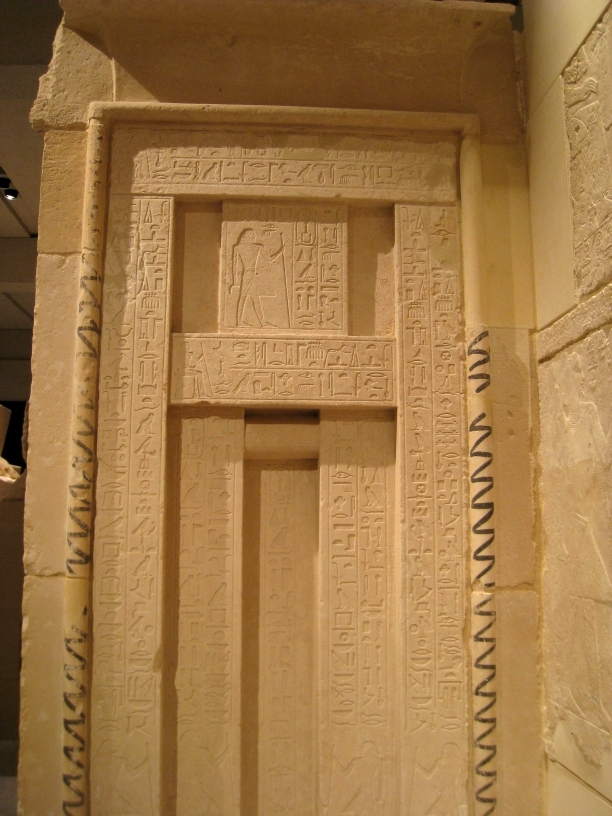
باب وهمي من مصطبة مِنْ نفر (الأسرة الخامسة)

باعتبار المصطبة دورا من دور الحق والذي سيبقى فيه المتوفي حتى يبعث من جديد، كان من الضروري تجهيز المقبرة بكل ما يحتاج إليه المتوفي ليحيا حياة يسيرة في العالم الآخر، ومن ثم ضمت المتعلقات الجنائزية التي عثر عليها في تلك المقابر العديد من الممتلكات الخاصة بصاحب المقبرة والتي استخدمها في حياته الأولى أو بعض الممتلكات التي صممت خصيصا لتدفن معه داخل المقبرة وجميعها من شأنها أن تذهب عنه وحشة القبر وتؤنسه في وحدته، واحتوت أغلب المقابر على:

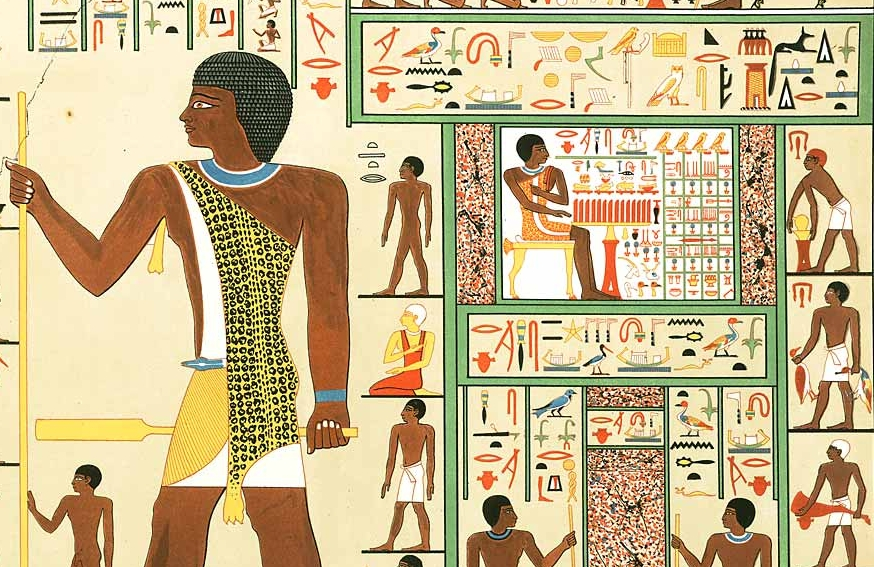
مشهد لمأدبة الطعام من مقبرة مِيرِبْ (الأسرة الرابعة)

- الباب الوهمي وهو عبارة عن لوحة حجرية قد تكون ملونة في بعض الأحيان وتمثل تصويرا للمتوفي داخلا أو خارجا من مقبرته وعليها العديد من الصلوات لحماية روح المتوفي في العالم الآخر
- تمثال أو مجموعة من التماثيل للمتوفي مصحوبا بقائمة لألقابه وغالبا ما تكون موضوعة في سرداب المقبرة أسفل الطاقات المحفورة في سقف المقبرة
- قائمة بأصناف الطعام والشراب المفضلة للمتوفي خلال حياته وقد عثر على بعض القوائم التي تضم أكثر من مائة صنف من الطعام
- مشاهد تصويرية للمتوفي جالسا يتناول مأدبة كبيرة من الطعام
- مشاهد لخدم المتوفي يحملون أصناف الطعام ويقومون بذبح الحيوانات وإعدادها
- مجموعة من النصوص الدينية والتي أعتقد بقدرتها على تحويل مشاهد الطعام المصورة على الجدران إلى مآدب حقيقية يتناولها المتوفي
- مشاهد من حياة المتوفي الدنيوية تضم زوجته وأبنائه وما كان يمتلك من حيوانات لتؤنس وحدة المتوفي في العالم الآخر

وهذه التجهيزات بالمقبرة وإعداد المتوفي للعالم الآخر ما هو إلا تطورا طبيعيا لما كان عليه إنسان العصر الحجري القديم حيث كان يضع سكينا من حجر الصوان وفخذة من اللحم بجانب صديقه المتوفى الذي وسده في الكهف ويمكن اعتباره كأهم مصدر يمكن تصوره عن الحياة المصرية منذ خمسين قرنا تقريبا.

## النقوش الجدارية

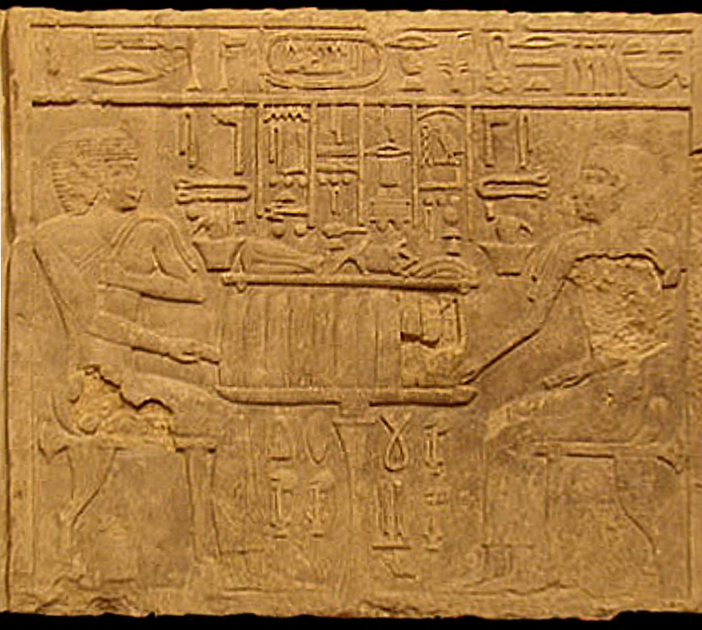
مشهد للكاهن شِري يتناول الطعام مع زوجته (الأسرة الرابعة)

يبدو أن الدافع وراء تصوير كل هذه المشاهد التي سبق ذكرها على جدران المقابر يشبه كثيرا الدافع الذي أوحى إلي رجل العصر المجدليني (أثناء العصر الحجري القديم) لان يرسم على جدران كهفه صور الثور أو الماموث أو الوعل التي اعتاد صيدها لطعامه اليومي، فقد اعتقد الرجل المجدلي أن الحيوان الذي رسمه على جدران كهفه سيقع بالسحر فريسة سهلة للشرك الذي أعده لصيده، وقد اعتقد المصري القديم في عصر الدولة القديمة أن نفس السحر سيمده في مقبرته بالموائد المحملة بالطيبات التي رسمت على جدران مقصورته ويغمره بالقرابين الممثلة في أيدي خدمه ويسمح له بالدخول والخروج أو التمتع بمرأى خدمه وهم يعملون في مزرعته ويسوقون ماشيته ويحصون أوزه، كما أن رسم زوجته وأبناءه وبناته وكلابه وقططه ستضفي عليه السرور وتسعده بصحبه دائمة في مقبرته.
وعلى ذلك كانت المصطبة تزخر بمجموعة من الرسوم المنحوتة والملونة أو الملونة فقط تمثل كل ما كان يستمتع به صاحبها في حياته الدنيا وبذلك تصحبه كلها بصورة حقيقية في الحياة الجديدة التي دخلها عند وفاته وعلى ذلك فإننا حين نرى في مقبرة بتاح حتب تلك الصور الرائعة للحياة في الدولة القديمة التي تتميز بحيويتها وواقعيتها لا نحسب أنها وضعت فقط لمجرد كونها زخرفة جميلة أو لمجرد الاعتقاد بأنها تثير المتعة في عين صاحبها عندما يرى مرة ثانيه الأشياء التي كان يستمتع بها في حياته، ولكن الحقيقة أننا نرى في هذه الصورة ما كان يعتبره صاحب المقبرة وشعبه ضرورة حيوية لاستمرار حياته في العالم الآخر، وبدون ذلك يتعرض لكل آلام الجوع والعطش والرعب المؤكد في الموت الدائم، وصور المقابر لا تتميز فقط بأنها أكثر الصور الجدية التي تمثل حياة شعب قديم، بل أنها أكبر شاهد مقنع لإحساس شعب نحو الخلود ذلك الإحساس الذي لا مثيل له في التاريخ الديني لأي شعب أخر على الأرض.

## اقرأ أيضا
- مقبرة حتبت